# 高橋忠雄
髙橋 忠雄（たかはし ただお、男性、1932年3月11日 - 2012年5月23日）は、日本の洋画家、彫刻家、陶芸家である。
兵庫県加西市生まれ。34歳で二科会彫刻部会員となり、木彫をはじめ、石膏、ブロンズ、金属、陶芸等あらゆる素材を駆使した立体を得意とした。1981年49歳で脳梗塞に倒れ、半身不随の車椅子生活ながら絵画制作を行う。大作を続々と国内外に発表し髙橋芸術を確立。立体、平面とも日本国内外に多数作品が収蔵されている。

## 略歴
- 1932年 兵庫県加西市に産まれる
- 1960年 二科展彫刻(特選)受賞
- 1965年 二科展彫刻(金賞)受賞
- 1966年 二科会彫刻部「会員推挙」
- 1967年 - 1990年 二科展で審査員を勤める
- 1968年 米国ワシントン州立博物館に彫刻作品贈呈(地方自治体買上)
- 1969年 - 1981年 JR姫路駅前「しらさぎの群」他、姫路市内の彫刻モニュメント67点制作
- 1982年ライオンズクラブの依頼によりJR播州赤穂駅前にモニュメント"大石内蔵助像"制作
- 1983年 兵庫県立北条高等学校[緞帳]デザイン制作
- 1984年 加西市美術家協会2代目会長就任
- 1989年 詩集「加西石仏・石の音」発刊
- 1990年 二科会彫刻新会を退会、絵画に転向/芸術文化団体半どんの会「文化芸術奨励賞」受賞/大阪府立現代美術センターにて個展「水の指標」を開催/天理美術展「奨励賞」受賞/等迦展の審査委員となる
- 1991年 大阪府立現代美術センターで個展「幽玄の標」を開催
- 1992年 第14回エンバ美術コンクール入賞（入選作品展でエンバ美術館賞を受賞、作品が買い上げとなる）/現代美術白峰展で芸術選賞を受賞、審査員となる/大阪府立現代美術センターで個展を開催
- 1993年 ブラジルクリチバ市制300周年記念モニュメント制作/第15回エンバ美術コンクール入賞（入選作品展でエンバ美術館賞を受賞、作品が買い上げとなる）/彫刻作品"破調"が加西市の買い上げとなる/等迦展(瑛九賞)受賞。大阪トリエンナーレ「1996-絵画」に選出される/ABCギャラリーで個展を開催
- 1994年 春日水彩画展で「大賞」を受賞、作品買上となる
- 1996年 大阪トリエンナーレ「1996-絵画」に選出される/国際芸術交流展「96審査委員会賞」受賞/国際美術大賞展イタリー96「奨励賞」受賞/現代美術白峰展「文部大臣賞」受賞/氷上町立植野記念美術館に絵画1点が収蔵される/姫路市立美術館に作品が収蔵される
- 1997年 姫路市美術文化賞「芸術年度賞」受賞
- 1998年 阪急百貨店美術工芸サロンで個展「ー華ー高橋忠雄絵画展」を開催
- 1999年 氷上町立植野記念美術館主催「収蔵作家紹介シリーズ・高橋忠雄展～水と森～」が開催される
- 2000年 ニューアート・ZERO会結成（初代会長就任）

## 主な作品収蔵先
- 三洋電機（彫刻1点）/米国ワシントン州立博物館（彫刻2点）/ベルギー国 国王(彫刻2点)/岡山県 藤原啓美術館(彫刻２点)/姫路市(彫刻67点)/姫路市立美術館(絵画1点)/赤穂市(彫刻1点)/兵庫県(彫刻3点)/兵庫県立美術館(絵画1点)/兵庫産業(株)(絵画1点・彫刻3点)/(株)千石(彫刻2点)/芦屋市エンバ美術館(絵画2点)/加西市(絵画1点・彫刻3点)/ブラジル国クリチバ市(彫刻1点)/春日町(絵画1点)/氷上町立植野記念美術館(絵画4点)/姫路信用金庫(絵画1点)/イスラエル国テコテン市日本美術館(絵画1点)/丹波新聞社(絵画1点)/姫路赤十字病院(絵画1点)/(株)ショウワ(絵画1点)